# Самотњак (психологија)
Самотњак је особа која не тражи или може активно избегавати интеракцију са другим људима. Постоји много потенцијалних разлога за њихову самоћу. Наменски разлози укључују интровертност, мистицизам, духовност, религију или лична размишљања. Ненамерни разлози укључују високу осетљивост или стидљивост. Постоји више од једне врсте усамљеника, а они који испуњавају критеријуме да се називају самотњацима или усамљеницима често заправо уживају у друштвеним интеракцијама са људима, али показују степен интроверзије који их наводи да траже време сами.

## Терминологија
Савремени термин самотњак се може користити у контексту веровања да су људска бића друштвена бића и да су они који не учествују девијантни. Међутим, бити самотњак се понекад културно описује као позитивна особина личности, јер може указивати на независност и одговорност. Неко ко је самотњак или романтичарски усамљен може се означити термином који самчина или на енглеском singleton или nonwedder. Самотњаци се често погрешно доживљавају као неко ко мрзи друге људе и могу се суочити са последицама такве перцепције, као што је да их се посматра као изопштенике или неприлагођене.

## Преглед
Постоје различити типови усамљеника, укључујући појединце који једноставно преферирају самоћу и задовољни су врло ограниченом друштвеном интеракцијом. Први тип укључује појединце који су приморани на изолацију јер су одбачени или се осећају као да су одбачени од стране друштва. Ова особа обично доживљава усамљеност. Други тип усамљеника укључује оне који воле да буду друштвени и имају много друштвених интеракција, али који такође могу да проведу дуже временске периоде у самоћи без осећаја усамљености. Они који спадају у ову категорију често се колоквијално називају људима који „уживају у сопственом друштву“.
Трећи тип самотњака се често не осећа усамљено када су сами, барем не на исти начин као што би то осећала друштвена особа која се нашла насилно изолована. Међутим, ово су широке генерализације и није неуобичајено да самотњаци у неком тренутку доживе обе ове димензије осећања. Бити усамљеник понекад може указивати на одређене менталне болести, укључујући депресију или шизофренију.
Особа унутар спектра аутизма може имати потешкоћа са друштвеним интеракцијама, преферира ограничене хобије и рутине и има отпор према променама, због чега је већа вероватноћа да ће бити самотњак. Бити усамљеник се понекад повезује и са појединцима који имају необичне мане, као што је неспособност да идентификују и описују емоције. Карактеристике самотњака се такође понекад приписују нељудским животињама као што је леопард, животиња чије понашање се обично дефинише усамљеношћу.

## Могуће карактеристике
Када изражавају жељу да буду сами, самотњаци можда неће у потпуности одбацити људски контакт. Уобичајени пример је особа која избегава било какву друштвену интеракцију са колегама мимо онога што је неопходно за испуњавање њихових радних или школских обавеза, углавном из практичних разлога као што је избегавање компликација свог личног живота, али која је такође веома харизматична током друштвена окупљања са људима ван посла или школе — или обрнуто. Неко ко може да буде усамљеник такође би одговарао критеријумима за интроверзију, вероватно због својих урођених особина личности и животних искустава.